# Harry & Kit – Trouble Bound
Harry & Kit – Trouble Bound (Originaltitel: Trouble Bound) ist eine US-amerikanische Actionkomödie von Jeffrey Reiner aus dem Jahr 1993.

## Handlung
Harry Talbot wird aus dem Gefängnis entlassen. Er gewinnt im Pokerspiel einige Tausend Dollar und ein Auto. Talbot nimmt während der Weiterfahrt die Anhalterin Kit Califano mit. Califano gehört einer Familie der Mafiosi an. Sie will den Killer töten, der einst ihren Vater tötete. Ihre Großmutter Martucci will den Krieg zwischen den Mafiafamilien beenden und versucht, Califano zu stoppen.
Es stellt sich heraus, dass Talbot das Auto gewinnen durfte, weil seine Spielpartner die im Kofferraum versteckte Leiche loswerden wollten. Die Spielpartner erfahren, dass sich bei der Leiche ein Schlüssel für ein Schließfach mit Geld befindet; daraufhin suchen sie Talbot.
Harry und Kit machen Rast in einem Motel, nachdem Harry, durch Kits Beine irritiert, den Wagen von der Fahrbahn gelenkt hat. Kit wäre bereit, mit Harry zu schlafen, der schaut sich aber Pornos im TV an, während sie sich frisch macht. Weil sie das vollkommen armselig findet, kommen sie sich nicht näher. Am Morgen besorgt Kit ein Frühstück und entdeckt die Leiche im Kofferraum, sagt allerdings Harry nichts davon. Sie hält Talbot für einen Verlierer und verspottet ihn mehrmals, woraufhin er sie aus dem Auto wirft. Sie schlägt ihm vor, er könne an einem großen Pokerspiel teilnehmen, von dem sie wisse. Daraufhin nimmt er sie wieder mit.
Als er später die Leiche im Kofferraum entdeckt, verdächtigt er Kit, ihm die Leiche untergeschoben zu haben, weil sie nicht erschrocken reagiert. Das wiederum führt dazu, dass sie ihn wieder verlassen will. Sie vertragen sich aber wieder und versuchen, die Leiche auf einem Müllplatz zu entsorgen. Sie legen ihn auf einen Gabelstapler und Kit fährt ihn zum Spaß in die Höhe. Als sie wegfahren wollen, werden sie von einem Polizisten überrascht, der die Leiche aber nicht bemerkt. Er beanstandet, dass sie auf einem Müllplatz herumlungern, und sie behaupten, sie wollten nur allein sein. Der Polizist schlägt ein Hotel vor und lässt sie in Ruhe.
Kit bringt Harry zu dem versprochenen Pokerspiel, das aber nur dazu dient, einen Mordanschlag auf den Mörder ihres Vaters zu versuchen. Der Mordanschlag misslingt und Kit muss Harry beichten, worum es ihr eigentlich geht. Inzwischen sind ihnen aber auch die ehemaligen Besitzer des Wagens auf die Schliche gekommen und wollen die Leiche, um an einen Schließfachschlüssel zu kommen, der sie zu einer fetten Beute bringen kann. Harry und Kit bringen sie notgedrungen zu diesem Müllplatz, doch der Tote hat seine Jacke nicht mehr an, weil Harry sie an sich genommen hat. Nachdem dieser endlich die Jacke herausrückt, finden die Gauner dort zwar Stoff, aber nicht den Schlüssel. Inzwischen sind auch die Häscher von Kits Tante angekommen und wollen Kit mitnehmen. Es entwickelt sich eine wilde Schießerei, bei der die meisten der Jungs drauf gehen, Harry und Kit aber unbeschadet davonkommen.
Sie finden nachts Unterschlupf in einem Geräteschuppen und kommen sich jetzt endlich näher. Spät in der Nacht versucht Harry die Leiche zu vergraben und findet dabei den Schlüssel im Mund des Toten. Die restlichen Gauner überraschen ihn und fordern den Schlüssel, er gibt ihnen aber einen falschen. Sie entführen außerdem Kit, die nun in großer Gefahr ist, weil der Mörder ihres Vaters nun auch sie auf der Liste hat. Harry will einfach mit dem richtigen Schlüssel das Geld holen und Kit ihrem Schicksal überlassen. Er tut es aber nicht, taucht auf dem Anwesen von Kits Tante auf und befreit sie. Sie finden den Tresor mit dem Geld, doch bevor sie verschwinden können, taucht der Mörder von Kits Vater wieder auf und will sie umlegen. Um Haaresbreite entscheiden sich die Ereignisse zugunsten von Harry und Kit und sie entkommen mit der Kohle. Sie fahren zum Flughafen, wo Kit vorschlägt, nach Monte Carlo zu fahren, um noch mehr Geld zu erspielen. Harry ist nicht begeistert, aber Kit sagt nur: „Ich verspreche dir, ich mache dir Probleme.“

## Hintergrund
Der Film wurde in Arizona gedreht. Er wurde am 9. Januar 1993 auf dem Palm Springs International Film Festival vorgestellt.

## Kritiken
Das Lexikon des internationalen Films schrieb, der Film sei eine „konventionelle Mischung aus Road-Movie und Gangsterkomödie“, die „absehbar in der Entwicklung“ und „zu gemächlich“ sei. Der Film sei „augenzwinkernd gespielt“, doch sein Humor sei „stellenweise allzu makaber“.
Wesley Lovell schrieb im Apollo Movie Guide, der Film sei „langsam, unoriginell und problematisch“. Lediglich einige Dialoge würden Humor aufweisen.